# Kremlin (Oklahoma)
Kremlin és un poble dels Estats Units a l'estat d'Oklahoma. Segons el cens del 2000 tenia 240 habitants.

## Demografia
Segons el cens del 2000, Kremlin tenia 240 habitants, 98 habitatges, i 72 famílies. La densitat de població era de 370,7 habitants per km².
Dels 98 habitatges en un 28,6% hi vivien nens de menys de 18 anys, en un 62,2% hi vivien parelles casades, en un 7,1% dones solteres, i en un 26,5% no eren unitats familiars. En el 25,5% dels habitatges hi vivien persones soles l'11,2% de les quals corresponia a persones de 65 anys o més que vivien soles. El nombre mitjà de persones vivint en cada habitatge era de 2,45 i el nombre mitjà de persones que vivien en cada família era de 2,96.
Per edats la població es repartia de la següent manera: un 25% tenia menys de 18 anys, un 8,8% entre 18 i 24, un 22,1% entre 25 i 44, un 28,3% de 45 a 60 i un 15,8% 65 anys o més.
L'edat mediana era de 41 anys. Per cada 100 dones de 18 o més anys hi havia 102,2 homes.
La renda mediana per habitatge era de 35.417 $ i la renda mediana per família de 38.438 $. Els homes tenien una renda mediana de 31.458 $ mentre que les dones 22.000 $. La renda per capita de la població era de 14.156 $. Entorn del 3,7% de les famílies i el 4,2% de la població estaven per davall del llindar de pobresa.

## Poblacions més properes
El següent diagrama mostra les poblacions més properes.